# Mole Mania
Mole Mania (モグラーニャ 'Mogura~Nya'?) es un videojuego creado para Game Boy original, producido por Shigeru Miyamoto, y uno de sus juegos menos conocidos. El juego fue publicado en la consola virtual de Nintendo 3DS en 2012.

## Historia
La historia trata sobre un topo llamado Muddy Mole, cuya mujer e hijos han sido secuestrados por un granjero, Jinbe. Muddy debe entonces ir en busca de su mujer e hijos a través de puzles y mundos diversos.

## Modo de juego
En el juego Muddy tiene que empujer una bola negra en una puerta que se encuentra al final de la pantalla para poder acceder al siguiente nivel. Puede empujar y lanzar la pelota. Además Muddy tiene la capacidad de excavar en el suelo suave para encontrar pasadizos subterráneos con los que hacerse paso a través de obstáculos. Elegir el lugar en donde excavar es un elemento crucial en los varios puzles del juego, así como cavar agujeros en partes erróneas puede atrasar los esfuerzos del jugador en avanzar. Introducir la pelota en uno de los puntos de excavación la lleva a volver al punto de partida. Durante la tarea, hay varios obstáculos, como enemigos en movimiento, barriles, pesas y jefes.

## Valoraciones
- Gamerankings - 74% (basado en dos análisis)
- Nintendo Power - 3,4/5
- IGN - 8/10